# Xotodon
Xotodon és un gènere extint de mamífers notoungulats de la família dels toxodòntids que visqueren a Sud-amèrica des del Miocè superior fins al Plistocè superior, fa entre 12.000 i 7,2 milions d'anys. Se n'han trobat restes fòssils a les províncies argentines de Buenos Aires, Catamarca, Córdoba, Jujuy, Entre Ríos, La Pampa, Mendoza, Salta i Tucumán. Tenien la mandíbula profunda i dotada d'una símfisi alta. Les dents molars superiors tenien l'ectolof còncau. El nom genèric Xotodon és un anagrama de Toxodon, el nom d'un parent proper seu.